# Club Atlético Belgrano (Paraná)
El Club Atlético Belgrano, más conocido como Belgrano de Paraná, es un club de fútbol argentino de la ciudad de Paraná en la provincia de Entre Ríos. Fue fundado el 10 de junio de 1911. Es uno de los clubes más tradicionales de la ciudad de Paraná, participando en la Liga Paranaense de Fútbol desde el año de su fundación. Jugó en el Torneo  Federal Regional Amateur 2021/22, siendo eliminado en cuartos de final por Atlético Paraná. El presidente de la institución deportiva es Alejandro Schneider
.
Es conocido popularmente cómo El Mondonguero.
Su clásico rival es el Club Atlético Paraná, ya que ambos son los clubes más antiguos de la ciudad y conforman El Clásico más Añejo. En tanto que con el Club Atlético Patronato de la Juventud Católica también disputa otra versión del Clásico paranaense, aún manteniendo ambos rivalidad con Atlético.
Belgrano es uno de los clubes más importantes de la provincia de Entre Ríos, por su historia y su infraestructura. Posee una Sede Central con Gimnasio, 3 canchas de césped sintético y 2 piscinas. El Estadio Nuevo Mondonguero posee la cancha principal y una auxiliar
. Los juveniles hacen su entrenamiento en el Predio El Brete a metros del Estadio.

## Historia
El Club Atlético Belgrano fue fundado por un grupo de estudiantes de la Escuela Normal de Paraná en 1911, bajo el nombre de Yunta Brava. El origen del club tuvo lugar cerca de la feria de productos frescos de calles Salta y Nogoyá en Paraná, de donde proviene el apodo de mondongueros, debido a las habituales comidas previas o posteriores a los partidos.
Su primer presidente Guillermo Malmierca, fue quien decidió cambiar el nombre del club en honor al prócer Manuel Belgrano  y adoptar los colores de la bandera que este diseñó.
Belgrano fue el primer club de la ciudad en contar con sede propia, incluyendo cancha cde fútbol con tribunas de cemento y luz artificial, cancha de básquet y canchas de pelota paleta y bochas. Durante la década de 1990, el estadio fue demolido para construir edificios y el equipo descendió a la categoría B de la Liga Paranaense de Fútbol.
El 19 de noviembre de 2008, el club construye su nuevo estadio en la ciudad, el Nuevo estadio mondonguero. En la temporada 2012/2013 es invitado a participar del Torneo Argentino B, terminando segundo en su zona de la primera fase con 32 puntos (solo por detrás de Atlético Paraná, que finaliza con 35). Esto le permite acceder a la segunda fase, donde ocupa el cuarto lugar del grupo con 11 puntos y no logra el objetivo de pasar a la tercera fase del torneo.
En el año 2017 estuvo muy cerca de ascender por primera vez al Federal A pero no pudo superar a Ben Hur de Rafaela al empatar
0-0 en el Nuevo Estadio Mondonguero y 0-0 en Rafaela (cayendo en la definición por penales: 4 a 2).

## Estadio
El estado original de Belgrano supo ser el más grande de la ciudad de Paraná, ubicado en la manzana rodeada por las calles Salta, Nogoyá, La Rioja y Victoria. Durante los años '90 fue demolido para construir edificios. En 2008 se construyó el nuevo estadio del club, el cual se encuentra ubicado en Bazan y Bustos, entre Don Bosco y Fraternidad.

## Plantel

### Plantel 2022
- Actualizado el 28 de Mayo de 2022[8]

- Los equipos argentinos están limitados por la AFA a tener en su plantel de primera división un máximo de cuatro futbolistas extranjeros.

## Títulos
Títulos de la Liga Paranaense de Fútbol:
- 1914
- 1919
- 1922
- 1923
- 1928
- 1930
- 1944
- 1949
- 1959
- 1970
- 1985
- 1986
- 1987
- 2006
- 2009 (Apertura)
- 2009 (Clausura)
- 2011
- 2012
- 2013 (Apertura)
- 2013 (Clausura)
- 2015 (Apertura)
- 2015 (ANUAL)
- 2019 (ANUAL)
- 2023 (Oficial)